# Vie des arts
Vie des arts est une revue trimestrielle francophone consacrée aux arts visuels québécois et canadiens fondée en 1956. Elle est la plus ancienne revue consacrée aux arts au Canada. Elle met de l'avant les pratiques artistiques dans le contexte d'enjeux d’actualité.

## Histoire de la revue
Au printemps 1955, des pourparlers s'engagent pour remplacer la revue Arts et Pensée par un nouveau périodique. En novembre 1955, un comité de direction est créé ainsi qu'un conseil d'administration. Quelques mois plus tard, en 1956, Vie des Arts publie son premier numéro. Elle est la plus ancienne revue consacrée aux arts au Canada. Louis-Joseph Barcelo, Jules Bazin, Claude Beaulieu, Gérard Beaulieu, André Blouin, Noël Bureau, Julien Déziel, Paul Gouin, Jacques Melançon, Gérard Morisset, Andrée Paradis, Claude Picher, Marie Raymond-Roberge, Jacques Simard et Jean-Philippe Toupin sont reconnus comme les membres fondateurs de la revue. Son premier rédacteur en chef est l'historien de l'art Gérard Morisset. 
Lors de son mandat de directeur et rédacteur en chef, entre 1992 et 2018, Bernard Lévy crée de nouvelles sections dont : « Nouvelles brèves », « À voir », qui présente des expositions et des artistes, et « Essai ou Opinion », qui comporte des essais et des critiques. 
En 2020, Vie des arts présente au public son nouveau site web. Ce dernier vaudra à la revue le prix d'excellence de la Société de développement des périodiques culturels québécois (SODEP) pour son initiative numérique.  
En 2021, Vie des arts fait peau neuve, et actualise son image de marque. Cette refonte lui vaudra d'être parmi les trois finalistes au Prix du meilleur magazine : art, littérature et culture, des Prix des magazines canadiens, et reçoit une mention honorable de la part du jury.  
Vie des arts est membre de la SODEP depuis 1978 ainsi que du Regroupement des centres d'artistes autogérés du Québec et de Magazines Canada. La revue est indexée dans Érudit. Vie des arts est subventionnée notamment par le Conseil des arts du Canada, le Ministère des Affaires culturelles du Québec, le Conseil des arts de la région métropolitaine.  

## Prix et honneurs
- 1990 : Grand Prix du Conseil des Arts de Montréal[2].
- 2021 : Prix d'excellence de la SODEP, catégorie Prix initiative numérique[7].

### Anciens directeurs et rédacteurs en chef
De 1956 à 2019, une seule et même personne assure le poste de directeur et de rédacteur en chef. 
- 1956-1963 : Gérard Morisset[4]
- 1963-1987 : Andrée Paradis[4]
- 1987-1992 : Jean-Claude Leblond[5]
- 1992-2018 : Bernard Lévy[11]
- 2018-2019 : Andréanne Roy[11]
- 2019-2022 : Julien Abadie[12]